# Šarlatan
Šarlatan označava osobu koja tvrdi da posjeduje znanje ili vještine, iako to nije istina.
Pojam se povezuje s osobama koje prakticiraju lažno liječništvo ili neke slične prijevare kako bi stekli novac, slavu ili druge prednosti putem nekog oblika varke ili obmane.

## Podrijetlo pojma
Smatra se da je pojam nastao spajanjem imena mjesta Cerreto u Umbriji i talijanske riječi ciarlare=cvrkutanje. Cerretani, stanovnici talijanskog grada Cerreto, u srednjem vijeku su bili na lošem glasu. Smatralo se da kao skitnice putuju okolo i od nevinih ljudi kao žongleri ili prevaranti izvlače novac iz džepa. 
Prema tome, pojam šarlatan je ubrzo postao sinonim za sve osobe koje putuju kao i alkemičari, lažni liječnici i prizivači duhova.
Danas se pojam šarlatan shvaća uglavnom kao psovka ili uvredljiv pojam i rijetko se koristi. 
U literaturi stoji za kritični pregled djela ili događaja vezane uz osobe:
- Ephraim Kishon: Picasso nije bio šarlatan
- Herbert Selg: Sigmund Freud - genij ili šarlatan?
- Heinrich Zankl: Falsifikatori, prevaranti, šarlatani - Prijevara u istraživanju i znanosti

Češki skladatelj Pavel Haas 1937. godine je sastavio operu Sárlatan.